# パルナオズ・チクビラーゼ
パルナオズ・チクビラーゼ（Parnaoz Chik'viladze, 1941年4月14日 - 1966年6月14日）は、旧ソビエト連邦の柔道選手。グルジアのカヘティ州出身。階級は重量級。身長184cm。体重100kg。

## 人物
1963年のヨーロッパ選手権重量級無段の部で2位になった。1964年東京オリンピックでは準決勝でカナダのダグ・ロジャースに判定で敗れたが銅メダルを獲得した。1965年のヨーロッパ選手権では優勝を飾った。1966年のヨーロッパ選手権で2位になった後、25歳で死去した。

## 主な戦績
- 1964年 - ヨーロッパ選手権　無段の部　2位
- 1964年 - 東京オリンピック　3位
- 1965年 - ヨーロッパ選手権　優勝
- 1965年 - ヨーロッパ選手権　無段の部　2位
- 1966年 - ヨーロッパ選手権　2位